# Шелби (Монтана)
Шелби (англ.  Shelby ) — город, являющийся административным центром округа  Тул  в штате Монтана США. По данным переписи 2020 года,  численность населения составляла 3169 человек.

## История
Шелби был назван в честь Питера О. Шелби, генерального директора железнодорожной компании Montana Central Railway.
4 июля 1923 года в городе состоялся боксёрский поединок в тяжёлом весе между Джеком Демпси и Томми Гиббонсом за звание абсолютного чемпиона мира по боксу в тяжёлом весе. Это событие едва не разорило город Шелби.
В начале 2000-х годов в городе работал лагерь для собак, о котором сообщалось в новостях по всей стране.
Неподалеку от Шелби находится сельскохозяйственная компания Welker Farms, известная своими популярными каналами в социальных сетях.
Некоммерческая природоохранная организация Well Done Foundation, занимающаяся ремонтом заброшенных и бесхозных нефтяных скважин, открыла в 2020 году центр для посетителей в Шелби.

## География
По данным Бюро переписи населения США, общая площадь города составляет 6,18 квадратных миль (16,01 км²), из которых 6,03 квадратных миль (15,62 км²) — это суша и 0,15 квадратных миль (0,39 км²) — вода.

### Климат
В Шелби четыре ярко выраженных сезона, и климат считается засушливым. Длинные, суровые зимы сменяются весенней погодой в любое время с марта по май. Лето может быть сухим и жарким, а в летние месяцы в этом районе часто случаются молнии, град и сильные грозы.